# Amédée de Bast
Pour les articles homonymes, voir de Bast.
Louis-Amédée de Bast, né le 8 septembre 1795 à Paris et mort le 18 août 1892 à Triel-sur-Seine, est un militaire et homme de lettres français.

## Biographie
Son père, Léonard Barthélémy de Bast, est capitaine d'infanterie et garde de la porte du roi. Amédée de Bast suit comme son père la carrière des armes et sert en qualité d'officier sous le Premier Empire. Il fait partie de la Jeune Garde, puis de la Grande Armée, et prend part aux campagnes de France en 1814 et de Belgique en 1815. Il est mis en demi-solde à la chute de Napoléon Bonaparte.
Il se lance alors dans la littérature et publie de nombreux articles, nouvelles et romans, collaborant notamment au journal Le Droit. Il signe parfois sous les pseudonymes de Clovis de Maule, Louis de Maule ou Amédée de Lavoiepierre,.

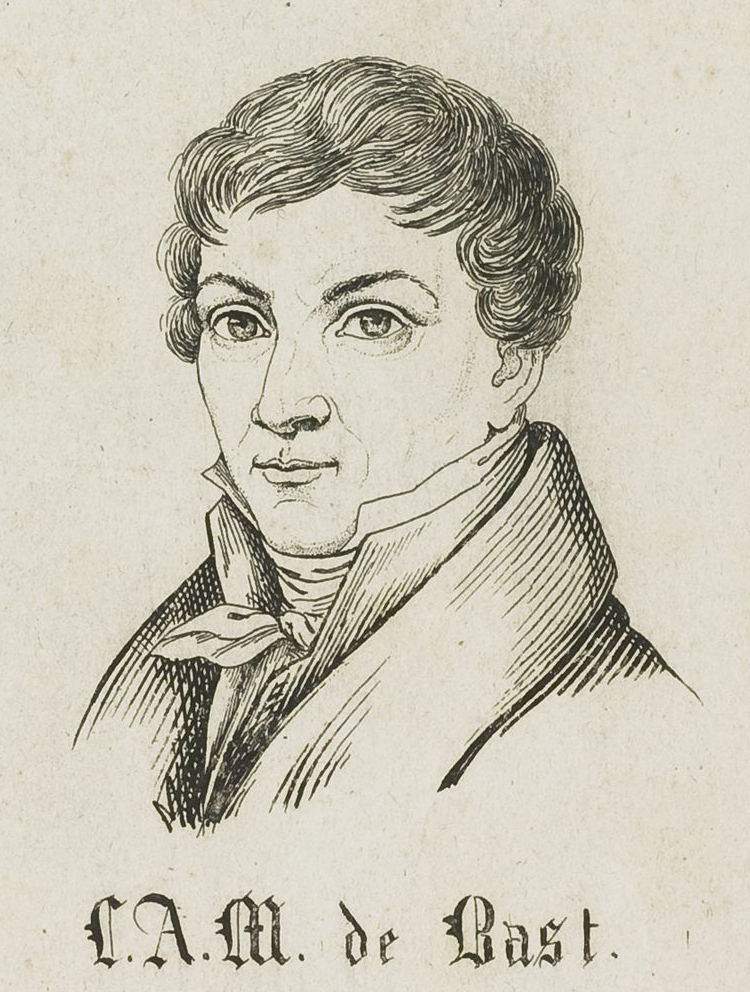
Amédée de Bast

Il est l'un des fondateurs de la Société des gens de lettres, dont il devient le doyen.
Amédée de Bast meurt le 18 août 1892, à Triel-sur-Seine, en Seine-et-Oise, où il est enterré. L'un des derniers survivants des guerres napoléoniennes, il était titulaire de la médaille de Sainte-Hélène.

## Œuvres
- Ma destinée, épitre d'un officier à demi-solde.., 1818
- De l'esprit de l'ancienne armée et de la discussion de la loi sur le recrutement: Par un officier a demi-solde, 1818
- Soirées de Madrid ou Recueil de nouvelles, historiettes et esquisses morales, politiques et littéraires publiées par Amédée de B***. 2 Tomes, 1823
- L'Éclaireur, ou Tableaux de mœurs, 1824
- Le Faisceau, esquisses morales et militaires, 1825
- La courtisanne de Paris, 1830
- 'Les nuits étoilées, 1830
- Les Philippiques, par Lagrange-Chancel. Nouvelle édition, précédée d'un coup-d'œil historique sur la régence de Philippe duc d'Orléans, avec notes par Amédée de Bast, 1831
- L'enfant de chœur, 1793-1814, 1832
- Le Perruquier du grand Duc, histoire de 1717, 1733
- Les Deux Renégats, histoire contemporaine, suivis de la Mort de Sterne, 1834
- Le Clocher de St-Jacques-la-Boucherie (ou Nicolas Flamel), histoire du XIVe siècle, 1835
- Les Carrosses du roi, 1836
- Monsieur Pélican, ou l'Homme veuf et le célibataire, 1837
- Les Aventures des fleurs, avec une notice historique sur leur origine, par Amédée de Bast, lithographiées par Charles Lemercier, 1839
- Le Bouquet de la Reine, roman historique, 1839
- Le Confessionnal de l'hôtel de Sens, ou les Pages du roi en 1375, roman historique, 1840
- Les Bourgeois de Paris, 1841
- Le Cabaret de Ramponeau. 2 Tomes, 1842
- Les ducs d'Alençon, 1844
- Une fantaisie de Maréchal de France, 1847
- Mémoires d'un vieil avocat, écrits par lui-même, recueillis et mis en ordre, 1847
- Le Régiment de Corinthe, épisode des guerres de la Fronde, 1847
- Une Maîtresse de Charles II, par Amédée de Bast. Le Château de la Poularde, par le même, 1849
- Merveilles du génie de l'homme, découvertes, inventions : récits historiques, amusants et instructifs sur l'origine et l'état actuel des découvertes et inventions les plus célèbres / par Amédée de Bast ; ouvr. ill. de magnifiques dessins par A. Beaucé, J. David, C. Nanteuil, etc., 1852 (traduit en espagnol et portugais) Texte disponible en ligne sur LillOnum
- Les Galeries du Palais de justice de Paris, mœurs, usages, coutumes et traditions judiciaires, 1280-1780, 1852
- Origines judiciaires, essai historique, anecdotique et moral sur les notaires, les avoués, les agréés aux tribunaux de commerce, les huissiers, les greffiers et autres ; précédées de Profils historiques des quatre premiers Premiers présidents du Parlement de Paris et de trois avocats, coup d'œil rétrospectif sur la vie et les habitudes domestiques d'Hortensius, de Gerbier et d'Élie de Beaumont, 1855
- La Dernière Mouche, 1856
- Malfilâtre, roman historique, XVIIIe siècle, 1857
- Les fresques: historiettes et contes…, 1859
- Contes à ma voisine…, 1861
- Le Livre rouge : histoire de l'échafaud en France, 1863
- La Conspiration des Marmousets, ou l'Égyptienne, 1883
- Romans illustrés: Les Turcs et les Russes : histoire de la guerre d'Orient…
- Château de Chevreuse
- La petite nièce de Ninon
- La tête noire
- Les Deux Vétérans
- L’Éclaireur

## Sources
- Louis Amédée de BAST (www.triel-sur-seine.fr)
- Madeleine Ambrière, Au soleil du romantisme: quelques voyageurs de l'infini, 1998
- « Bast (Louis-Amédée de) », dans Pierre Larousse, Grand dictionnaire universel du XIXe siècle, Paris, Administration du grand dictionnaire universel, 15 vol., 1863-1890 [détail des éditions].
- Gustave Vapereau, Dictionnaire universel des contemporains: contenant toutes les personnes notables de la France et des pays étrangers, avec leurs noms, prénoms, surnoms et pseudonymes… etc, Partie 1, 1840
- Charles Monselet, La lorgnette littéraire : dictionnaire des grands et des petits auteurs de mon temps, 1857
- Frédéric Mathieu, "Napoléon, les derniers témoins", Éditions Sébirot
- Revue d'Auvergne, Volumes 78 à 80, Société des amis de l'Université de Clermont, Société d'émulation de l'Auvergne, 1964
- Joseph-Marie Quérard, a France littéraire ou dictionnaire bibliographique des savants, historiens et gens de lettres de la France, ainsi que les littérateurs étrangers qui ont écrit en français, plus particulièrement: pendant les XVIIIe et XIXe siècles, 1827